# Entosthodon
Entosthodon là một chi rêu trong họ Funariaceae.